# Antal Fekete
Antal Endre Fekete /ˈɒntɒl ˈɛndrɛ ˈfɛkɛtɛ/ (Budapest, 8 de diciembre de 1932 - Budapest, 14 de octubre de 2020) fue un profesor de matemáticas y estadística de origen húngaro radicado en Canadá desde 1957. Fue profesor de la Memorial University (Terranova, Canadá) hasta 1992. Fue un defensor del patrón oro y crítico del sistema monetario actual.

## Biografía
Sus teorías pertenecen a la escuela de pensamiento económico iniciada por Carl Menger. Su apoyo al patrón oro tiene origen en la escuela austriaca, sin embargo, su tratamiento de la banca de reserva fraccionaria, la teoría del capital y de la preferencia temporal del interés, la teoría de las letras reales y la teoría cuantitativa del dinero de Fekete son diferentes de las de Murray Rothbard, Ludwig von Mises y Jesús Huerta de Soto. En 2002 comenzó la Universidad Gold Standard en Internet y en 2007 empieza operaciones físicas, cuando comenzó Fekete sesiones semestrales en la Academia Martineum (Szombathely, Hungría).
Desde 1958 a 1992 fue profesor de la Memorial University. Luego de su retiro, Fekete fue Resident Fellow en Foundation for Economic Education (Nueva York). Luego de eso, enseñó economía de la escuela austriaca como profesor visitante en la Universidad Francisco Marroquín (Guatemala) en 1995. En 2001 fue consultor académico de la Universidad Sapientia (Hungría). Desde 2005 es "profesor especial" del Intermountain Institute for Science and Applied Mathematics (Missoula, Montana). Fekete fundó la organización educativa New Austrian School of Economics (Münich, Alemania) que desde 2012 encargó al economista español Juan Ramón Rallo.